# 光洋販売
光洋販売株式会社（こうようはんばい、英: Koyo Sales Co., Ltd.）は、かつて存在した卸売業者。大阪府大阪市に本社を置き、ベアリングなどの機械器具部品を取り扱っていた。
トヨタグループである株式会社ジェイテクト（旧光洋精工と旧豊田工機が合併して誕生）のグループ会社であった。

## 主要営業品目
- ベアリング全般（主要取り扱いブランド 「koyo」  ジェイテクト製）
- ドライブシャフト（主要取り扱いブランド 「koyo」  ジェイテクト製）
- オイルシール（主要取り扱いブランド 「koyo」  ジェイテクト製）
- コンプレッサー（主要取り扱いブランド 「MITSUISEIKI」  三井精機工業製）
- 工作機械（主要取り扱いブランド 「TOYODA」 「koyo」 「MITSUISEIKI」 ）
- 精密機器関連（主要取り扱いブランド 「koyo」  光洋機械工業製）
- 各種熱処理装置（主要取り扱いブランド 「koyo」  光洋サーモシステム製）
- 電子制御機器（主要取り扱いブランド 「koyo」  光洋電子工業製）
- 各種機械部品

## 沿革
- 1946年（昭和21年）7月 - 光洋産業株式会社（現光洋販売株式会社）を設立。資本金50万円。
- 1947年（昭和22年）10月 - 大光商事株式会社に社名変更。
- 1958年（昭和33年）10月 - 光洋ベアリング販売株式会社に社名変更。
- 1966年（昭和41年）10月 - 光洋ピローブロック株式会社を吸収合併。資本金6,000万円。
- 1968年（昭和43年）4月 - 資本金1億円に増資。
- 1971年（昭和46年）4月 - 資本金1億5,000万円に増資。
- 1995年（平成7年）4月 - 光洋ベアリング販売株式会社、中部光洋ベアリング株式会社、九州光洋ベアリング株式会社が合併するとともに旧 光洋精工株式会社（現 株式会社ジェイテクト）の営業業務の一部を引継ぎ光洋販売株式会社に社名変更、資本金1億7,259万円。
- 1996年（平成8年）3月 - 資本金4億8,259万円に増資。
- 2005年（平成17年）7月 - ISO9001認証取得。
- 2008年（平成20年）3月 - ISO14001認証取得。
- 2009年（平成21年）10月 - 新潟コーヨー株式会社を吸収合併。
- 2011年（平成23年）3月 - ホームページをフルリニューアル。
- 2014年（平成26年）10月 - 親会社である株式会社ジェイテクトに吸収合併され、解散[1]。

## 関連会社
- 株式会社ジェイテクト
- 光洋機械工業株式会社
- 豊興工業株式会社
- 光洋シーリングテクノ株式会社
- 株式会社CNK
- 光洋サーモシステム株式会社
- 光洋電子工業株式会社
- 光洋販売株式会社
- ダイベア株式会社
- 宇都宮機器株式会社
- 明和商工株式会社
- コーヨー日軸株式会社
- コーヨー久永株式会社
- コーヨー光和株式会社
- 静岡コーヨー株式会社
- 力光産業株式会社
- 株式会社弘和商会

- 株式会社豊幸
- 豊田バンモップス株式会社
- 光洋メタルテック株式会社
- 豊田工機トルセン株式会社
- 株式会社ジーケーエヌ・ジェイテクト
- 株式会社ケージェーケー
- 日本ニードルローラー製造株式会社
- 豊ハイテック株式会社
- 光洋熱処理株式会社
- フォーミックス株式会社
- エーコー精密株式会社
- 株式会社戸谷製作所
- 株式会社TKエンジニアリング
- ジェイテクトサービス株式会社